# Philiris zadne
Philiris zadne är en fjärilsart som beskrevs av Grose-smith 1898. Philiris zadne ingår i släktet Philiris och familjen juvelvingar. Inga underarter finns listade i Catalogue of Life.